# Graphorhinus
Graphorhinus är ett släkte av skalbaggar. Graphorhinus ingår i familjen vivlar.
Kladogram enligt Catalogue of Life:
| Graphorhinus | \| \| Graphorhinus operculatus \| \| \| \| \| \| Graphorhinus vadosus \| \| \| \| |
|              | \| \| Graphorhinus operculatus \| \| \| \| \| \| Graphorhinus vadosus \| \| \| \| |
|              | Graphorhinus operculatus                                                          |
|              |                                                                                   |
|              | Graphorhinus vadosus                                                              |
|              |                                                                                   |